# Faerghail
Faerghail ist eine finnische Melodic-Death-Metal-Band aus Huittinen, die 1995 gegründet wurde.

## Geschichte
Die Band wurde im Sommer 1995 von dem Gitarristen Kai Lehtinen, dem Bassisten Petri Moisio und dem Schlagzeuger Tomi Kangassalo gegründet. Im Herbst stießen die Session-Mitglieder Jussi Ranta als Sänger und Keyboarder und Tuomas Murtojärvi als zweiter Gitarrist hinzu, woraufhin das Demo In Dreamful Supremacy aufgenommen wurde, das im Januar 1996 erschien. Kurz nach der Veröffentlichung wurden Ranta und Murtojärvi als permanente Mitglieder hinzugefügt. 1996 spielte die Band auch das Demo Come to the Shadows of the Flaming Torches ein, das aus Live-Aufnahmen besteht. Die Band probte weiter und schrieb an neuem Material, woraufhin sie sich im August in die Akaan MR-Studios begab, um vier neue Lieder einzuspielen. Das Demo wurde an Sorrowmoon Records gesandt, woraufhin sich das Label interessiert an der Veröffentlichung einer EP zeigte. Jedoch wurde das Label liquidiert, noch bevor es dazu kam. Allerdings hatte der Besitzer des Labels das Demo an Dark Moon Productions weitergeleitet, worüber die EP Dark Oceans Calm erschien. Diese wurde an verschiedene Labels geschickt, woraufhin Faerghail einen Plattenvertrag bei dem belgischen Label Shiver Records für die Veröffentlichung von zwei Alben unterzeichnete. Daraufhin schrieb die Band an Material für ihr Debütalbum, das vom 10. bis 13. April 1997 in den Akaan MR-Studios aufgenommen und abgemischt wurde. Die Veröffentlichung war für das Ende des Jahres geplant. Da es jedoch Probleme in der Gestaltung des Artworks gab, verzögerte sich die Veröffentlichung auf den Frühling 1998. Aufgrund von zusätzlichen Problemen seitens des Labels erschien Horizon’s Fall erst 1999. Das Album besteht aus acht neuen Liedern und vier Songs von Dark Oceans Calm als Bonus. Danach verließ Kai Lehtinen die Besetzung, um sich auf seine anderen Bands zu konzentrieren. Der Bassist Moisio übernahm daraufhin auch die E-Gitarre. Da die Band keine Konzerte spielte, war es ihm möglich beide Instrumente zu besetzen. Während der Wartephase, bis das Album veröffentlicht wurde, hatten die Mitglieder bereits am zweiten Album geschrieben und hierfür geprobt. Vom 15. bis 20. Januar 2000 wurde in den Astia-Studios das zweite Album unter der Leitung von Anssi Kippo und Jussi Jauhiainen aufgenommen. Da das Label erneut Probleme hatte, wandte die Gruppe sich, nachdem sie genügend Material für eine EP geschrieben und geprobt hatte, an Northern Sound Records, das gewillt war, die EP zu veröffentlichen. Bevor sich die Band in die Astia-Studios begab, verließ der Schlagzeuger Kangassalo die Band, da er nicht genug Zeit hatte sich auf das Projekt zu konzentrieren. Stattdessen übernahm Pekka Koponen bei den Aufnahmen seinen Posten. Im Juli 2000 wurde weiteres neues Material aufgenommen. Die EP Blood Will Follow Blood wurde daraufhin veröffentlicht. Nach den Verzögerungen erschien im selben Jahr unter dem Namen Where Angels Dwell No More auch das zweite Album. Im April 2001 wurde ein Musikvideo zum Song …kun veri peittää maan erstellt. Nach dem Dreh legte die Band eine Pause ein, ehe sie an neuem Material schrieb. Währenddessen wurde Koponen permanentes Mitglied, jedoch wechselte er vom Schlagzeug zum Keyboard, sodass Ranta nur noch den Gesang zu sorgen hatte. Koponen stieg Ende 2004 aus persönlichen Gründen wieder aus.

## Stil
DanDevil von Metal.de schrieb in seiner Rezension zu Horizon's Fall, dass hierauf melodischer Black Metal mit gelegentlich eingestreutem weiblichen Gesang zu hören ist. Das Album sei dabei gradlinig, abwechslungsreich und eingängig. Auch verarbeite die Gruppe in den wenig komplexen Songs melancholische Töne. Marcel Hübner von twilight-magazin.de hörte in seiner Rezension zu Where Angels Dwell No More große Parallelen zu Children of Bodom heraus, jedoch sei man „stets weitaus vorhersehbarer und technisch unausgereifter“. Vor allem die E-Gitarren und das Keyboard klängen einfach gestrickt und ideenlos. Ähnlich sah es auch Arlette Huguenin vom Online-Magazin Vampster, die sich vor allem durch Gesang und Melodien bei dem Album an Children of Bodom erinnert fühlte, wobei die E-Gitarren- und Keyboard-Passagen an die von Children of Bodom nicht herankommen könnten. Auf dem Album gebe es „keinerlei Solofrickeleien und Geschwindigkeits-Wettrennen“, sondern „dafür eine Ladung poppiger Melodien mit Black Metal-Gesang“. Generell setze die Band mehr auf Melodien als auf komplexe Liedstrukturen. Auch verwende man gelegentlich groovende Passagen im Stil jüngerer Sentenced (etwa ab dem Album Down).

## Diskografie
- 1996: Rehearsal Demo (Demo, Eigenveröffentlichung)
- 1996: In Dreamful Supremacy (Demo, Eigenveröffentlichung)
- 1996: Dark Oceans Calm (EP, Dark Moon Productions)
- 1996: Come to the Shadows of the Flaming Torches (Demo, Eigenveröffentlichung)
- 1999: Horizon's Fall (Album, Shiver Records)
- 2000: Where Angels Dwell No More (Album, The Last Shivering Planet Company)
- 2000: Blood Will Follow Blood (EP, Northern Sound Records)
- 2006: Death Whispers Misery (Demo, Eigenveröffentlichung)